# اری توساکا
اری توساکا (به ژاپنی: 登坂絵莉 - Eri Tosaka) ورزشکار زن رشته کشتی اهل کشور ژاپن است.